# Lee Miller
Elizabeth "Lee" Miller, Lady Penrose (født 23. april 1907, død 21. juli 1977), var en amerikansk fotograf og fotojournalist. Hun var en model i New York City i 1920'erne, inden hun tog til Paris, hvor hun blev mode- og kunstfotograf. Under Anden Verdenskrig var hun krigskorrespondent for Vogue og dækkede begivenheder som London Blitz, befrielsen af Paris og koncentrationslejrene i Buchenwald og Dachau.